# EXPEED
EXPEED est un processeur d'images Nikon.
Il a été annoncé en 2007, et utilisé tout d'abord sur le Nikon D3 et le Nikon D300.